# Tadeusz Gutowski (podporucznik)
Tadeusz Gutowski (ur. 9 marca 1898 w Warszawie, zm. 22 czerwca 1919 w Wilnie) – podporucznik piechoty Wojska Polskiego II Rzeczypospolitej, kawaler Krzyża Srebrnego Orderu Wojskowego Virtuti Militari.

## Życiorys
Urodził się jako syn Wincentego oraz Heleny z domu Szymanowskiej.
Naukę pobierał w warszawskiej Szkole Realnej im. Stanisława Staszica. W latach 1912–1915 działał w 16 Drużynie Harcerskiej im. Zawiszy Czarnego. Od października 1914 r. uczęszczał do Wolnej Szkoły Wojskowej w Warszawie (działającej pod patronatem Polskiej Organizacji Wojskowej), w której ukończył kursy podoficerski i oficerski. Na początku sierpnia 1915 roku stawił się w punkcie mobilizacyjnym i otrzymał przydział na dowódcę plutonu w Batalionie Warszawskim POW. Wraz ze swym plutonem włączony został w skład 1 pułku piechoty Legionów Polskich, w którym służył do końca lipca 1917 roku. W tym czasie przydzielany był kolejno do 5, 3, 1 i 8 kompanii. Uczestnik walk nad Styrem (w lipcu 1916 roku) podczas ofensywy rosyjskiej. W ich trakcie odznaczył się odwagą i inicjatywą oraz przyczynił wydatnie do zadaniach dużych strat nieprzyjacielowi. Za te czyny odznaczony został w późniejszym okresie Krzyżem Srebrnym Orderu Virtuti Militari . Nadanie to potwierdzone zostało dekretem Wodza Naczelnego marszałka Józefa Piłsudskiego L. 13000.VM z dnia 17 maja 1922 roku (opublikowanym w Dzienniku Personalnym Ministerstwa Spraw Wojskowych Nr 1 z dnia 4 stycznia 1923 roku).
Za wykazaną podczas walk postawę przedstawiono go do odznaczenia austro-węgierskim Krzyżem Wojskowym Karola. Po odmowie złożenia przysięgi na wierność cesarzowi Niemiec (lipiec 1917 r.) został zwolniony z wojska. W okresie od maja do listopada 1918 r. służył w Polskiej Organizacji Wojskowej, działał również w harcerstwie. Zdał maturę (w październiku 1918 r.) i rozpoczął studia na Wydziale Prawa Uniwersytetu Warszawskiego. W połowie listopada tr. wstąpił do odrodzonego Wojska Polskiego i mianowany został na stopień podporucznika oraz przydzielony do Batalionu Harcerskiego. Od kwietnia 1919 r. pełnił służbę w 6 pułku piechoty Legionów i w jego szeregach walczył na Froncie Litewsko-Białoruskim. Ciężko ranny w dniu 17 czerwca 1919 roku podczas ataku na Daniłowicze, w trakcie którego dowodził plutonem w 4 kompanii c.k.m. Zmarł pięć dni później w szpitalu w Wilnie i spoczął na jednym z tamtejszych cmentarzy. Nie zdążył założyć rodziny .
Za pracę w dziele odzyskania niepodległości Tadeusz Gutowski został, na mocy zarządzenia prezydenta Rzeczypospolitej Ignacego Mościckiego z dnia 9 listopada 1931 roku, odznaczony pośmiertnie Krzyżem Niepodległości.

## Ordery i odznaczenia
- Krzyż Srebrny Orderu Wojskowego Virtuti Militari Nr 7188[5]
- Krzyż Niepodległości[c]